# سفارة بولندا في ألبانيا
سفارة بولندا في ألبانيا هي أرفع تمثيل دبلوماسي لدولة بولندا لدى ألبانيا. تقع السفارة في تيرانا وهي تهدف لتعزيز المصالح البولندية في ألبانيا.

## وصلات خارجية
- قائمة سفارات بولندا
- قائمة السفارات في ألبانيا